# 自由民主党 (塞尔维亚)
自由民主党（LDP）是塞尔维亚的一个自由主义政党。

## 历史
2005年11月5日，自由民主党在切多米尔·约万诺维奇领导下，由2004年在民主党党内肃清中被驱逐的前成员成立。约万诺维奇对民主党及其新当选总统鲍里斯·塔迪奇的新方向提出批评。自民党在焦尔杰·久基奇脱离民主党后获得议会第一个席位。自民党创始成员包括：内纳德·普罗基奇、尼古拉·萨马季奇、布拉尼斯拉夫·勒契奇和焦尔杰·久基奇。
自民党与社会民主联盟和伏伊伏丁那社会民主联盟有着长期的关系。
自民党是塞尔维亚为数不多的积极支持塞尔维亚加入北约和支持科索沃独立的政党之一。自民党也高度支持塞尔维亚的LGBT权利。

## 自由民主党主席
| # | 主席                | 主席 | 出生－去世日期 | 任期开始      | 任期结束 |
| - | ------------------- | ---- | -------------- | ------------- | -------- |
| 1 | 切多米尔·约万诺维奇 |      | 1971年－       | 2005年11月5日 | 现任     |

## 选举表现
2007年塞尔维亚议会选举是自民党的第一次参选。自民党与塞尔维亚公民联盟、社会民主联盟和伏伊伏丁那社会民主联盟联合参选，共获得5.31%的普选票。公民联盟后来于同年并入自民党。一年后的下一次选举，自民党获得5.24%的普选票。
自民党作为掉头联盟的一部分参加了2012年塞尔维亚议会选举。该联盟获得了6.53%的普选票。
在2014年塞尔维亚议会选举选中，自民党与社会民主联盟和桑扎克波斯尼亚民主联盟结成联盟。联盟只获得了3.36%的普选票，在国民议会中没有赢得任何席位。
在2016年塞尔维亚议会选举中，自民党与社会民主党和伏伊伏丁那社会民主党联盟结成联盟。该联盟获得5.02%的普选票，在国民议会赢得13个席位，自民党获得其中4个席位。
在2020年塞尔维亚议会选举中，自民党领导了一个名为“和平联盟”的联盟，其成员还包括弗拉赫人民党和其他小型的波斯尼亚人、罗姆人、罗马尼亚人和黑山人政治组织。然而，联盟的选举结果却是自民党历史上最糟糕的，它未能超过3%的选举门槛。

### 议会选举
| 选举   | 得票    | 得票率 | 席位     | +/–  | 联盟               | 政府   |
| ------ | ------- | ------ | -------- | ---- | ------------------ | ------ |
| 2007年 | 214,262 | 5.31%  | 6 / 250  | ▲ 6  | 与GSS−SDU−LSV−DHSS | 反对党 |
| 2008年 | 216,902 | 5.24%  | 11 / 250 | ▲ 5  | 与DHSS−SDU         | 反对党 |
| 2012年 | 255,546 | 6.53%  | 12 / 250 | ▲ 1  | 掉头联盟           | 反对党 |
| 2014年 | 120,879 | 3.36%  | 0 / 250  | ▼ 12 | 与SDU−BDZS         | 无席位 |
| 2016年 | 189,564 | 5.02%  | 4 / 250  | ▲ 4  | 与SDS−LSV          | 反对党 |
| 2020年 | 10,158  | 0.32%  | 0 / 250  | ▼ 4  | 和平联盟           | 无席位 |

### 总统选举
| 选举   | 排名  | 候选人              | 第一轮投票 | 得票率 | 第二轮投票 | 得票率 | 注释     |
| ------ | ----- | ------------------- | ---------- | ------ | ---------- | ------ | -------- |
| 2008年 | — 5th | 切多米尔·约万诺维奇 | 219,689    | 5.34%  | —          | —      |          |
| 2012年 | ▼ 6th | 切多米尔·约万诺维奇 | 196,668    | 5.03%  | —          | —      | 掉头联盟 |